# Portal Tomb von Ballygraffan

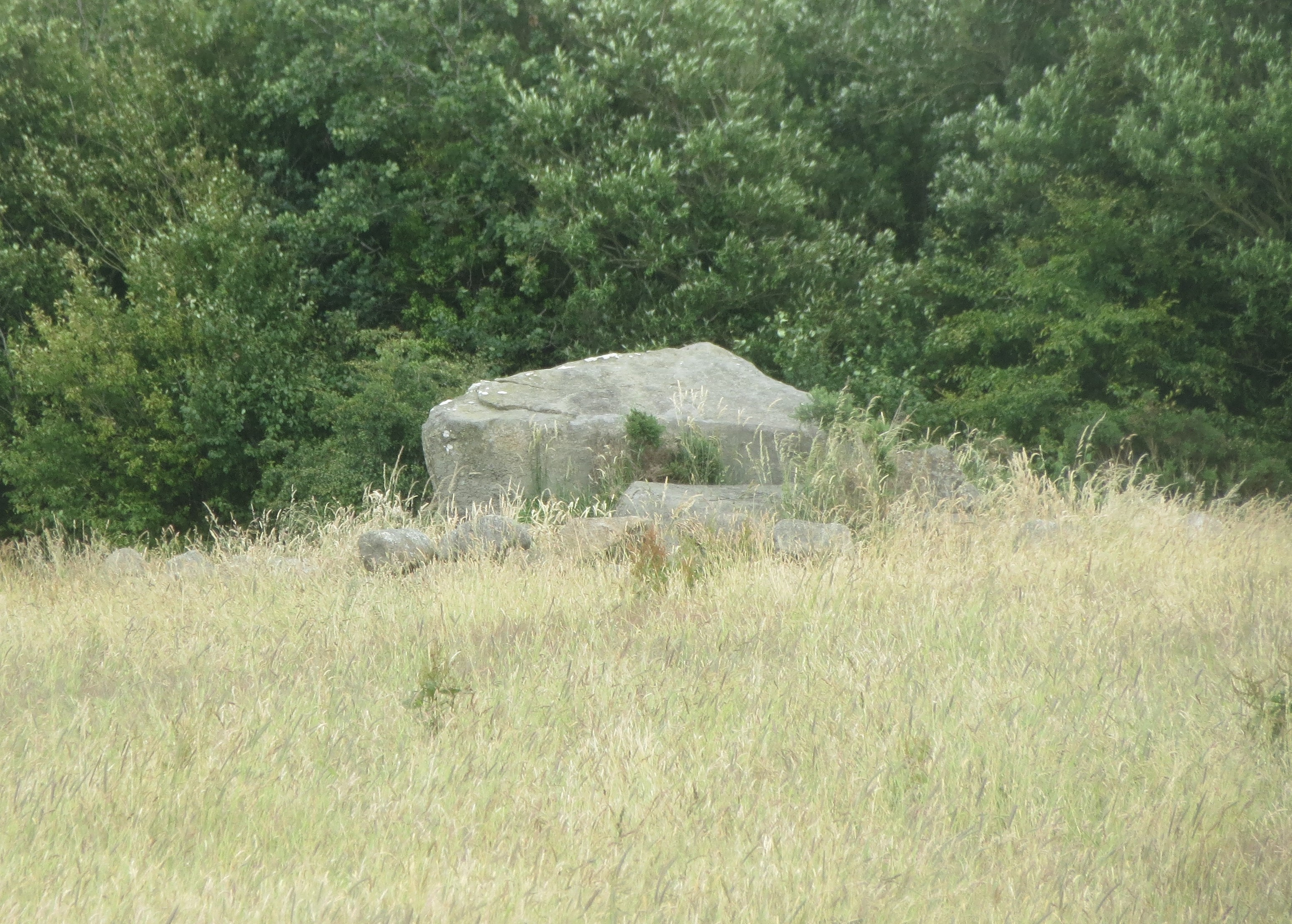
Portal Tomb von Ballygraffan

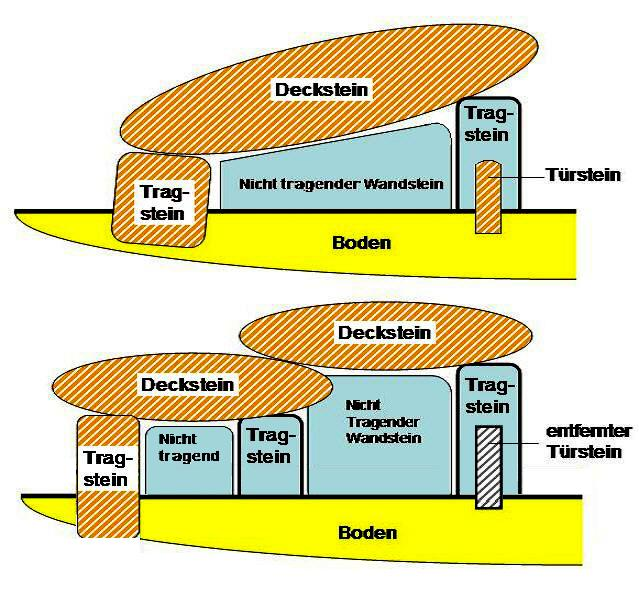
Schema irischer Portal Tombarten

Das Portal Tomb von Ballygraffan liegt im gleichnamigen Townland (irisch Baile Mhic Creamhthainn) direkt neben einer Straße, östlich der Ballygraffan Road, südöstlich von Comber im County Down in Nordirland. Als Portal Tombs werden auf den Britischen Inseln Megalithanlagen bezeichnet, bei denen zwei gleich hohe, aufrecht stehende Steine mit einem Türstein dazwischen, die Vorderseite einer Kammer bilden, die mit einem zum Teil gewaltigen Deckstein bedeckt ist.
Ballygraffan ist ein zusammengebrochenes Portal Tomb. Sein etwa 1,0 m dicker Deckstein liegt auf einem Haufen großer Steine. Es wurde nicht ausgegraben und ist von einer grob aufgeschichteten Trockenmauer umgeben, bewachsen und vernachlässigt. Der nördliche Rand der Struktur liegt auf einem Felsaufschluss. Es gibt eine Menge Steinmaterial, aber einiges davon dürfte nicht original sein. Am südlichen Rand befinden sich vier große, eng benachbarte Felsbrocken, die zu einer Exedra gehören können.
In der Nähe liegen die Kempe Stones.